# Triumph TT Roadster
De Triumph TT Roadster was een wegrace-motorfiets die het Britse merk Triumph produceerde van 1909 tot 1914.

## Voorgeschiedenis

De hellingen van de North Barrule en de Snaefell waren te steil voor motorfietsen. De St John's Short Course lag aan de westkust, de driehoek Peel - St John's - Kirk Michael.

Toen de Isle of Man TT in 1907 voor het eerst werd georganiseerd, waren de eerste twee startende deelnemers (men gebruikt daar de interval-start) in de eencilinderklasse de Triumph-rijders Jack Marshall en Frank Hulbert. Hoewel men het liefst de 65km-lange Four Inch Course op het eiland Man had gebruikt, was men er al bij de kwalificatiewedstrijden voor de Trophée International in 1905 achter gekomen dat motorfietsen het vermogen misten om de hellingen aan de oostkust van het eiland (tussen Ramsey en Douglas) te kunnen nemen. Daarom week men uit naar de 25km-lange St John's Short Course die maar een kleine helling had: Creg Willey's Hill. Dit bleek de achilleshiel voor de Triumphs, die om gewicht te sparen geen aanfietsketting en pedalen hadden. Die had de Matchless-JAP van Charlie Collier wel en daarom kon hij heuvelop meetrappen. Charlie won, maar Triumph protesteerde en in de volgende jaren werden trappers verboden. Marshall won de Single Cylinder TT van 1908 voor Charlie Collier en Marshall's teamgenoot Robert Arbuthnot. In 1909 waren een- en tweecilinders samengevoegd in de 500 Single en 750 Twin TT. Hoewel Billy Newsome slechts derde in de eindstand werd, was hij met zijn Triumph de snelste eencilinder.

## Triumph TT Roadster
In 1909 presenteerde Triumph een TT-racer die niet alleen door fabrieksrijders werd gebruikt, maar die ook voor particulieren te koop was. Deze Triumph TT Roadster was in feite een 3½ HP Model dat een iets kortere wielbasis had en geen enkele vorm van koppeling of versnellingen, aanfietsketting en pedalen. De machine was erg succesvol in de 500 Single & 750 Twin TT van 1910, met de eerste acht plaatsen bij de eencilinders. Tijdens de Isle of Man TT van 1911 werd wel een lang circuit gebruikt, de Snaefell Mountain Course, die grotendeels het parcours van de Four Inch Course gebruikte, maar iets korter was. De koppelingen en versnellingsbakken waren nu zover doorontwikkeld dat de heuvels wel konden worden genomen, maar J. Carvill, die in de 500cc-Senior TT zesde werd, gebruikte een door Sturmey-Archer ontwikkelde drieversnellingsnaaf. Hoewel er dus wel degelijk versnellingen nodig waren in de TT, bleef de TT Roadster in productie zonder versnellingen tot 1914, toen de productie moest worden gestaakt door het uitbreken van de Eerste Wereldoorlog.

### Motor
De TT Roadster had het motorblok van het Triumph 3½ HP Model. Het was een dwarsgeplaatste luchtgekoelde staande eencilinderzijklepmotor met een boring van 85 mm, een slag van 88 mm en cilinderinhoud van 499,4 cc. De carburateur was door Triumph zelf ontwikkeld. De ontstekingsmagneet zat voor de cilinder werd door een kettinkje aan de rechterkant van het blok aangedreven. De machine had een total loss-smeersysteem met een handpomp. De olie werd meegevoerd in een apart compartiment van de benzinetank.

### Transmissie
Op de linkerkant van de krukas zat een poelie die via een aandrijfriem het achterwiel rechtstreeks aandreef.

### Rijwielgedeelte
De machine had een eenvoudig en voor die tijd gebruikelijk open brugframe met het motorblok als dragend deel en twee bovenbuizen waar de flattank tussen zat. Ze had ook een nieuwe, Girder-achtige voorvork die niet op en neer maar van voor naar achter bewoog en niet gedempt was. Het voorwiel had een velgrem, zoals bij een gewone fiets gebruikelijk was. Op de achterwielpoelie zat een voetbediende belt rim brake.